# Kaiapoi
Kaiapoi è una città nel Waimakariri District della regione di Canterbury, nell'Isola del Sud, in Nuova Zelanda. Si trova approssimativamente 17 chilometri a nord di Christchurch, vicino alla foce del  fiume Waimakariri. È considerata una cittadina satellite di Christchurch e fa parte della sua area urbana, benché si trovi nel Waimakariri District per motivi statistici.